# Britain's Next Top Model
Britain's Next Top Model (abreviado como BNTM o Top Model) es un Reality Británico en el que un número de mujeres compiten por el título de Britain's Next Top Model y la oportunidad de iniciar su carrera en la industria del modelaje.
Como parte de Top Model está basado en el formato del programa estadounidense America's Next Top Model, con algunas diferencias. El 1 de febrero de 2010 fue anunciado que la supermodelo Elle Macpherson sería la nueva conductora y jueza principal. El show estaba originalmente bajo el mando de Lisa Butcher quien abandonó su lugar al finalizar el Ciclo 1. Ocupando dicho lugar, luego, Lisa Snowdon se mantuvo desde el Ciclo 2 al Ciclo 5.
En una reciente entrevista para la BBC, Macpherson contrastó la versión británica con la original (EUA), describiendo BNTM como "lo británico de una forma única, con el sentido del humor que nos caracteriza... con situaciones más híbridas, y yo creo que eso es un ejemplificatorio (sic) de lo que nos pasa en la actualidad aquí".
En 2012, el show original America's Next Top Model anunció que para su Ciclo 18 traería a 7 chicas que ya habían competido en este programa para que compitieran contra 7 chicas estadounidenses en una invasión británica. Las chicas convocadas fueron: Jasmia Robinson, Louise Watts, Catherine Thomas, Ashley Brown, Annaliese Dayes, Sophie Sumner y Alisha White

## Formato del Show
Cada temporada de Britain's Next Top Model tiene un total de entre 10 y 12 capítulos y con una cantidad de entre 12 y 14 concursantes, siendo excepciones el Ciclo 5 con 20 y el Ciclo 6 con 25. En cada capítulo, una concursante es eliminada, aunque en ciertas ocasiones, dobles eliminaciones o la inexistencia de las mismas, suceden por decisión de los jueces. El Ciclo 6 tendrá un capítulo final en vivo y en directo, similar a la versión australiana del show, en la cual el voto del público decidirá quién se convierte en la nueva ganadora.

## Jueces
En el Ciclo 7, el grupo de jueces está integrado por la presentadora Elle Macpherson; el británico diseñador de modas Julien MacDonald; la estilista Grace Woodward; y Charley Speed, modelo perteneciente a la agencia Models 1. En los otros ciclos anteriores, en el grupo de jueces han sido Lisa Butcher, Marie Helvin, Paula Hamilton, Huggy Ragnarsson, Jonathan Phang y Gerry DeVeaux. Usualmente, además, un juez invitado forma parte del panel de cada capítulo. A continuación se muestran todos los jueces a su paso por el programa, y el tiempo que estuvieron en él:
Jueces
(Los que se encuentran en negrita son porque son los jueces actuales)
- Jonathan Phang (2005–2007)
- Marie Helvin (2005)
- Paula Hamilton (2006–2007)
- Gerry DeVeaux (2008)
- Huggy Ragnarsson (2008–2009)
- Louis Mariette (2009)
- Grace Woodward (2010–2011)
- Charley Speed (2010–2011)
- Julien MacDonald (2010–2012)
- Tyson Beckford (2012–presente)
- Whitney Port (2012)
- Dannii Minogue (2013-presente)

## Presentadoras
BNTM ha tenido 3 presentadoras hasta el momento. En el Ciclo 1, la modelo Lisa Butcher presentó el show; posteriormente Lisa Snowdon tomó ese lugar desde el Ciclo 2 hasta el Ciclo 5. Tras el anuncio de Snowdon de abandonar el show para poder concentrarse en su carrera en radio, las especulaciones acerca del nuevo reemplazo comenzaron. Naomi Campbell fue quien inicialmente aceptó ponerse al mando del programa, pero renunció unos días después de comenzadas las grabaciones por no saber cuánto tiempo disponible tendría. Luego de la renuncia de Campbell, la producción tuvo sólo unos días para encontrar al nuevo reemplazo; el 2 de febrero de 2010, Elle Macpherson fue anunciada como la nueva presentadora de Britain's Next Top Model, tomando el lugar que había dejado libre Lisa Snowdon. Elle además formará parte de la producción ejecutiva del show.

## Premios
En el Ciclo 7 la ganadora recibió £1 Millón por un contrato con la mayor Agencia de modelaje en Europa: Models 1 (que ha tenido contrato con las modelos: Naomi Campbell, Cindy Crawford, Agyness Deyn, Linda Evangelista, Kate Moss, Claudia Schiffer y Twiggy); un editorial de 6 páginas al igual que la portada de la Revista Company; £100,000 por un contrato con la empresa de Cosméticos Revlon; además una campaña internacional con la marca Miss Selfridge; asimismo un carro Peugeot RCZ.

## Ciclos
| Ciclo | Fecha de estreno         | Ganadora       | Segundo lugar             | Otras concursantes (orden de eliminación) | Número de concursantes | Destino Internacional       |
| ----- | ------------------------ | -------------- | ------------------------- | --- | ---------------------- | --------------------------- |
| 1     | 14 de septiembre de 2005 | Lucy Ratcliffe | Edwina Joseph             | Marina Fallahi, Claire Hillier, Shauna Breen, Anne Kent (abandona), Hayley Wilkins, Marisa Heath, Stephanie Jones, Naomi Teal, Tashi Brown, Jenilee Harris                                                        | 12                     | París Milán                 |
| 2     | 24 de julio de 2006      | Lianna Fowler  | Abigail Clancy            | Yvette Stubbs, Nina Malone, Asha Hibbert, Lucy Flower, Sophia Price, Samantha Gerrard, Tamar Higgs & Georgina Edewor-Thorley, Sarah Butler, Amber Niemann, Jasmia Robinson                                        | 13                     | Marrakech                   |
| 3     | 2 de julio de 2007       | Lauren McAvoy  | Louise Watts              | Dani Lawrence, Krystal Hancock, Abigail Galatia, Natalie Nwagbo, Holly Alexander Ritchie, Carly Thompson, Sherece Campbell, Lucy Bennett, Stefanie Webber, Rebecca White                                          | 12                     | Río de Janeiro              |
| 4     | 21 de abril de 2008      | Alex Evans     | Catherine Thomas          | Sophie Roberts, Musayeroh Barrie, Louise Heywood, Lauren Donaldson-Stanley, Lynzi Arnott, Lisa Fowler, Leanne Nagle, Martha Braddell, Aaron Hunt, Charlotte Denton, Rachael Cairns, Stefanie Wilson               | 14                     | Ciudad del Cabo             |
| 5     | 20 de abril de 2009      | Mecia Simson   | Sophie Sumner             | Lisa-Ann Hillman, Lauren Wee, Chloe Cummings & Kasey Wynter, Madeleine Wheatley, Hayley Buchanan, Annaliese Dayes, Daisy Payne, Viola Szekely, Ashley Brown, Jade McSorley                                        | 13                     | Reikiavik Buenos Aires      |
| 6     | 5 de julio de 2010       | Tiffany Pisani | Alisha White              | Hannah Goodeve(abandona), Rachelle Harry, Susan Loughnane, Harleen Kaur Nottay, Delita Cole, Amba Hudson-Skye, Nicola Wright, Kirsty Parsons, Olivia Oldham Stevens, Amelia Thomas, Charlotte Holmes, Joy McLaren | 14                     | España Noruega Kuala Lumpur |
| 7     | 4 de julio de 2011       | Jade Thompson  | Justė Juozapaitytė        | Kimberleigh Spreadbury & Joanne Northey, Ufuoma Itoje, Hannah Devane, Holly Higgins & Amy Woodman, Tanya Mihailovic & Stacey Haskins, Jessica Abidde, Imogen Leaver & Anastasija Bogatirjova                      | 13                     | Dublín Miami                |
| 8     | 9 de julio de 2012       | Letitia Herod  | Emma Grattidge            | Amelia Raven(abandona), Emma Sharratt, Penelope Williamson, Tasmin Golding, Anne Winterburn, Kellie Forde, Jennifer Joint, Madeleine Taga, Roxanne O'Connor, Risikat Oyebade, Lisa Madden, Anita Kaushik          | 14                     | Dubái Toronto               |
| 9     | 20 de junio de 2013      | Lauren Lambert | Emma Ward & Sarah Kennedy | Christina Chalk, Danielle Sandhu, Jess Patterson, Abigail Johns, Laura Young, Emily Garner, Saffron Williams, Holly Carpenter, Angel Mbonu, Naomi Pelkiewicz, Sophie Ellson                                       | 14                     | Barbados                    |

## Sitios Web
- Britain's Next Top Model Official Site
- Cycle 5 Application Form
- Britain's Next Top Model en Internet Movie Database (en inglés).
- BNTMania blogging site